# Bernice (Oklahoma)
Bernice is een plaats (town) in de Amerikaanse staat Oklahoma, en valt bestuurlijk gezien onder Delaware County.

## Demografie
Bij de volkstelling in 2000 werd het aantal inwoners vastgesteld op 504.
In 2006 is het aantal inwoners door het United States Census Bureau geschat op 532, een stijging van 28 (5,6%).

## Geografie
Volgens het United States Census Bureau beslaat de plaats een oppervlakte van
3,7 km², waarvan 2,3 km² land en 1,4 km² water. Bernice ligt op ongeveer 270 m boven zeeniveau.

## Plaatsen in de nabije omgeving
De onderstaande figuur toont nabijgelegen plaatsen in een straal van 12 km rond Bernice.